# Brzostów Wielkopolski
Brzostów Wielkopolski – kolejowy przystanek osobowy we wsi Roszków, w gminie Jarocin, w powiecie jarocińskim, w woj. wielkopolskim, w Polsce. Został ukończony w dniu 1 października 1888 roku razem z linią z Jarocina do Kąkolewa. W grudniu 2011 roku na tym odcinku został zawieszony ruch pasażerski. Obecnie ze stacji odbywają się turystyczne wycieczki w ramach Jarocińskiej Kolei Drezynowej.